# Glurns
Glurns (Duits) of Glorenza (Italiaans) is een stad en gemeente in de Italiaanse provincie Zuid-Tirol (regio Trentino-Zuid-Tirol) en telt 882 inwoners (31-12-2004). Glurns ligt op ongeveer 907 m boven zeeniveau. De oppervlakte bedraagt 12 km², de bevolkingsdichtheid is 74 inwoners per km².
Van de inwoners is 96,5% Duits, 3,4% Italiaans en 0,1% Ladinisch.
Glurns is een van de drie steden van de Italiaanse regio Zuid-Tirol en de enige stad van Vinschgau. Het is het kleinste oord in Tirol dat stadsrechten heeft. Het is een oude, nog met stadswallen omgeven nederzetting. De stadswallen verdelen Glurns in een binnen- en buitenstad. De stadsrechten kreeg het in 1304. Door haar gunstige ligging werd de stad snel rijk, en bekend om haar markt. Ze brandde vaak af, maar werd steeds weer opgebouwd.
Glurns grenst aan de volgende gemeenten: Mals, Prad am Stilfserjoch, Schluderns en Taufers im Münstertal.
|  |